# Polana Surówki
Polana Surówki, zwana też Krzysiami – rozległa polana na Luboniu Wielkim w Beskidzie Wyspowym. Na mapie Geoportalu ma nazwę Polana i są na niej dwie części miejscowości należące do Rabki-Zdroju: Krzysie i Surówki. Polana znajduje się na długim, zachodnim grzbiecie Lubonia Wielkiego, na południowych, opadających do Kotliny Rabczańskiej zboczach. Rozpoczyna się tuż pod grzbietem. Niebieski szlak turystyczny na szczyt Lubonia prowadzi jej północnym obrzeżem. Zwyczajowo polana Surówki dzieli się na 2 części: dolną i górną. Na polanie dolnej znajdują się dwa samotne zabudowania gospodarcze. Na drugiej części polany znajdują się 4 gospodarstwa, wszystkie znacznie oddalone (ok. 4 km) od najbliższych zabudowań Skomielnej Białej. Łącznie w osadzie mieszka 5 osób (lipiec 2008). Administracyjnie polana leży na terenie miasta Rabka-Zdrój, natomiast mieszkańcy należą do parafii w Skomielnej Białej. Jak inne polany beskidzkie powstała w wyniku wycięcia lub wypalenia lasu. Duże usypiska kamieni widoczne przy szlaku na obrzeżach lasu powstały ze zbieranych z pola uprawnego kamieni. Wskutek ulewnych deszczów następowało bowiem zmywanie cienkiej warstwy gleby, a kamienie pozostawały, uniemożliwiając jej uprawę. Obecnie większość polany jest zamieniona na łąki i pastwiska.
Z polany bardzo rozległe widoki na Kotlinę Rabczańską, pasmo Gorców i Pasmo Orawsko-Podhalańskie. Ponad nimi wznoszą się Tatry – z polany widać cały ich grzbiet. We wschodnim kierunku widoczny szczyt Lubonia Wielkiego z charakterystyczną wieżą przekaźników. Widoki w kierunku północnym natomiast całkowicie przesłania las. Powyżej polany na skraju lasu niewielki kopczyk, a w nim fragmenty helikoptera czechosłowackiego, który rozbił się tutaj w 1985 r. lecąc na przegląd do Świdnika. Poniżej polany wypływa Zimny Potok uchodzący do Lubońskiego Potoku – jednego z licznych potoków spływających z masywu Lubonia Wielkiego.
Na górnej części polany wyróżnia się Dom Rodziny Gacków. Z pamiątkowej tablicy umieszczonej na budynku wynika, że tam wychowała się i otrzymała powołanie do życia zakonnego Maria Gacek. W pobliżu domu stoi stalowy krzyż o wysokości ok. 10 m. Obok niego znajduje się Grota św. Stanisława B.M. i bł. Czesława która została poświęcona 26.07.2009r. przez J.E.Ks. Kard. Stanisława Dziwisza sekretarza Ojca Św. Jana Pawła II. Do domu i krzyża prowadzi ścieżka wzdłuż której umieszczono kapliczki - stacje drogi krzyżowej.
Polana ma też swoją wojenną przeszłość. We wrześniu 1944 Niemcy chcąc zniszczyć oddziały partyzanckie stacjonujące w rejonie Lubonia Wielkiego, w sile 800 żołnierzy przeszli przez polanę i spalili 3 stojące na niej szałasy, by nie stanowiły bazy dla partyzantów.

## Szlaki turystyki pieszej
z Naprawy Dolnej przez Luboń Mały i Polanę Surówki na szczyt Lubonia Wielkiego. Czas przejścia: 2:15 h (1:40 h), suma podejść 460 m, odległość 7,6 km.

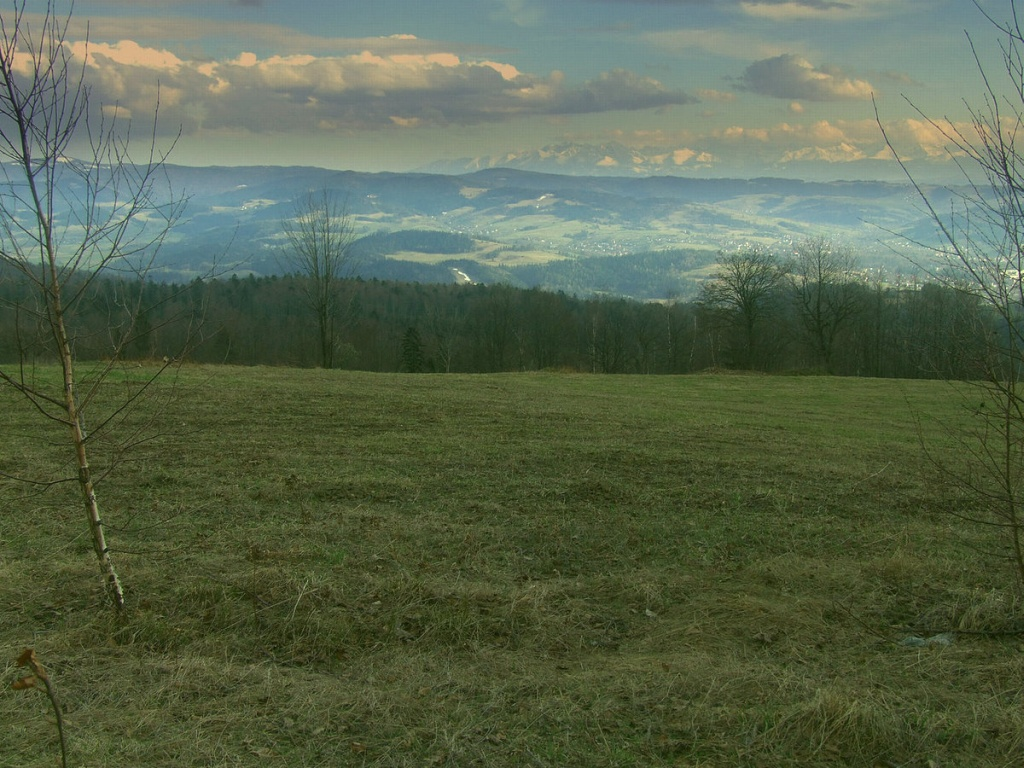
Widok na Tatry